# Das Wienerblättchen
Das Wienerblättchen war eine österreichische Tageszeitung, die zwischen 1783 und 1793 in Wien erschien. Verlegt wurde sie bei Karl von Zahlheim und Josef Politzer. Im Jahr 1787 kam keine Ausgabe heraus, danach wechselte der Verlag und neuer Herausgeber wurde Josef Georg Öhler. Im Jahr 1790 ging die Zeitung Neuester Rapport von Wien im Wienerblättchen auf.